# 구례 화엄사 화엄석경
구례 화엄사 화엄석경(求禮 華嚴寺 華嚴石經)은 전라남도 구례군 마산면, 화엄사에 있는 석경이다. 1972년 1월 29일 전라남도의 유형문화재 제31호로 지정되었다가, 1990년 5월 21일 대한민국의 보물 제1040호로 승격되었다.

## 개요
석경(石經)은 경전의 원문을 돌판에 새긴 것인데, 화엄석경(華嚴石經)은 화엄경을 엷은 청색의 돌에 새긴 것이다.
통일신라 문무왕 17년(677)에 의상대사가 왕명을 받아 화엄사에 각황전을 세우고 이곳에 화엄석경을 보관하였다. 각황전의 안쪽 벽에는 현재 그림이 걸려 있으나, 원래는 여기에 화엄석경이 벽을 이루며 있었던 것으로 보인다. 석경에는 네모진 돌들을 서로 맞추어 끼웠던 듯 모서리에 연결을 위한 홈이 파여져 있다.
기록에 의하면 임진왜란 때 화재로 석경들이 파손되었고, 색깔도 회갈색 등으로 변하였다고 한다. 파손된 것을 모아 지금은 약 9천여 점이 남아 있다. 글씨체는 해서체로 최치원이 정강왕 2년(887)에 쓴 쌍계사 진감국사비문과 비슷한데, 당시의 글씨체를 잘 보여주고 있어 희귀한 석경의 대표적인 예로 주목되고 있다.
이 화엄석경은 우리나라 화엄종 사찰의 상징적 유물로서 비록 파편이기는 하나 신라 후기의 불교사 연구에 귀중한 자료이다.

## 참고 자료
- 구례화엄사화엄석경 - 국가유산청 국가유산포털